# Fort Bravo
Fort Bravo es una película estadounidense de 1953, del género wéstern, dirigida por John Sturges y protagonizada por William Holden, Eleanor Parker, John Forsythe, William Demarest y Polly Bergen. 

## Argumento
Durante la Guerra de Secesión, Fort Bravo se ha convertido en un campo de prisioneros confederados. Debido a su ubicación alejada y a los indígenas hostiles que se encuentran en la zona, resulta muy difícil escapar. Aun así, los prisioneros que lo intentaron fueron capturados por el capitán Roper (William Holden), un hombre implacable. Un grupo de prisioneros desarrolla un plan para poder fugarse. Consiguen traer al fuerte a una atractiva mujer sureña, Carla Forester (Eleanor Parker), que deberá distraer la atención del capitán. Al principio todo indica que el plan tendrá éxito, pero Roper no adopta la actitud adecuada respecto a la mujer.

## Reparto
- William Holden - Capitán Roper
- Eleanor Parker - Carla Forester
- John Forsythe - Capitán John Marsh
- William Demarest - Campbell
- Polly Bergen - Alice Owens
- William Campbell - Cabot Young
- Richard Anderson - Teniente Beecher
- Carl Benton Reid - Coronel Owens
- John Lupton - Bailey

- Datos: Q2492000